# Кальченко, Валерий Михайлович
Вале́рий Миха́йлович Ка́льченко (укр. Валерій Михайлович Кальченко; 24 февраля 1947, Кировоград — 22 февраля 2025, Кропивницкий) — украинский политический и государственный деятель. Министр Украины по вопросам чрезвычайных ситуаций и по делам защиты населения от последствий Чернобыльской катастрофы (1996—1999).

## Биография
Родился 24 февраля 1947 года в Кировограде, отец Михаил Ефимович (1905—1992), мать Евдокия Степановна (1906—1996); жена Любовь Беновна (1951) — учительница; дочери Жанна (1970) и Светлана (1974).
Образование: Кировоградский строительный техникум (1963—1967); Одесский инженерно-строительный институт (1970—1976), инженер-строитель, «Промышленное и гражданское строительство».
Народный депутат Украины V созыва с апреля 2006 года от Блока Ю. Тимошенко, № 28 в списке. На время выборов: председатель Кировоградской областной организации ВО «Батькивщина».
- Ноябрь 1967 — ноябрь 1969 — служба в армии.
- Январь 1970 — август 1974 — инженер-конструктор, ведущий конструктор, гл. инженер проекта отдела комплексного проектирования, Украинского проектно-технологического института «Укрсильгосптехпроект», г. Кировоград.
- Август 1974 — ноябрь 1979 — главный инженер, межколхозное управления капитального строительства Кировоградского областного управления сельского хозяйства.
- Ноябрь 1979 — декабрь 1985 — главный инженер, начальник Строительного управления № 19, треста «Промстрой», м. Микунь Коми АССР.
- Январь 1986 — апрель 1990 — главный инженер, объединение «Кировоградоблагробуд».
- Апрель 1990 — апрель 1992 — заместитель председателя Кировоградского облисполкома.
- Апрель 1992 — июль 1994 — заместитель главы Кировоградской облгосадминистрации.
- Июль 1994 — август 1995 — заместитель председателя Кировоградского областного совета народных депутатов.
- С 24 августа 1995 по 31 августа 1996 года — 1-й заместитель главы Кировоградской облгосадминистрации[3][4].
- 31 августа 1996 — 8 февраля 1999 — министр Украины по вопросам чрезвычайных ситуаций и по делам защиты населения от последствий Чернобыльской катастрофы[5][6];
- С августа 1997 года — член Совета национальной безопасности и обороны Украины.
- Декабрь 1997 — июль 2000 — член Комиссии по вопросам ядерной политики и экологической безопасности при президенте Украины.
- Июнь 2000 — кандидат в народные депутаты Украины, избирательный округ № 99, Запорожская обл. Явления. 67,9 %, по 24,8 %, 2 место из 10 претендентов. На время выборов: заместитель председателя торгово-экономической миссии при Посольстве Украины в Российской Федерации.[источник не указан 4398 дней]
- С 8 февраля 1999 по 3 ноября 1999 года — председатель Кировоградской облгосадминистрации[7][8].
- Февраль — август 2000 — заместитель председателя Торгово-экономической миссии при Посольстве Украины в Российской Федерации.
- 2004—2005 — доверенное лицо кандидата на пост президента Украины В. Ющенко в ТИО № 101.
- Июнь — сентябрь 2005 — заместитель министра Украины по вопросам чрезвычайных ситуаций и по делам защиты населения от последствий Чернобыльской катастрофы[9][10].
- Апрель — май 2006 — Кировоградский городской голова.
- С ноября 2007 года — депутат ВР Украины, член фракции «Блок Юлии Тимошенко».
- С декабря 2007 года — член Комитета по вопросам экологической политики, природопользования и ликвидации последствий Чернобыльской катастрофы.
- С января 2008 года — председатель подкомитета по вопросам преодоления последствий Чернобыльской катастрофы; председатель Кировогр. обл. организации ВО «Батькивщина».

Умер в Кропивницком 22 февраля 2025 года в возрасте 77 лет.

## Звания и награды
Государственный служащий 1-го ранга (февраль 1999). Медаль Международной организации гражданской обороны (июль 1999). Ордена «За заслуги» III (август 1998), II ст. (октябрь 1999), I ст. (декабрь 2011). От последнего отказался.